# Ceresium cribrum
Ceresium cribrum är en skalbaggsart som beskrevs av Holzschuh 1991. Ceresium cribrum ingår i släktet Ceresium och familjen långhorningar. Inga underarter finns listade i Catalogue of Life.